# CVLTE
CVLTE（カルト）は、日本のバンド。2017年結成。
2022年、F.C.L.S.よりメジャーデビュー。ジャンルに囚われない楽曲が特徴。「他人が勝手にCVLTEにジャンル名をつけてくるのがものすごく嫌いで、何でも当てはまるから一番手っ取り早い」という理由で、自身のジャンルを「オルタナティブ」と名乗っている。名前は崇拝や信仰を意味する仏語「CULTE」から。

## メンバー

### 現メンバー
- aviel kaei（アヴィエル・カエイ）- ボーカル
  - バンドでは作詞作曲も担当。他アーティストの楽曲提供も行っている。
  - 父親はアルゼンチン人、母親は日本人。
- Takuya（タクヤ）- ギター
  - 旧芸名は「takuya wada」[1]。
- HAL（ハル）- ドラムス
  - 2022年に加入。過去にメタルコア・バンド「MAKE MY DAY」でドラムを担当していた。
  - 10歳から10年以上、演奏動画をネットに投稿し続けている。

### 元メンバー
- Yuhi（ユウヒ）- ドラムス
  - 2020年12月に脱退[2]。脱退後は「TRiFOLiUM」（2024年解散）のドラマーとして活動していた。
- Fuji（フジ）- ベース
  - 旧芸名は「hibiki fujisawa」[1]。
  - 2024年12月に脱退[3]。

## 来歴
2017年、北海道札幌市で結成。翌年より本格的に活動を開始。同年11月22日に、初のEP『CVLTE』をリリース。
2019年8月、「SUMMER SONIC 2019」への出演をかけたオーディション「出れんの!?サマソニ!?」に参加し、約3,900組の応募の中から10組のファイナリストに選出。2020年12月2日、Yuhiが脱退。
2022年1月15日、初のワンマンライブ「RITUAL vol.1」を開催。同日、それまでサポートメンバーを務めていたHALの正式加入が発表された。同年11月16日、4th EP『CHAPTER I: MEMENTO MOLLY』をソニーミュージック内のレーベル・F.C.L.S.からリリース。メジャーデビューを果たした。
2023年1月に、日本テレビ『バズリズム02』の企画「コレがバズるぞ! BEST10」で9位にランクインした。
2024年12月8日、Fujiが脱退、現在の3人体制になる。12月29日、アニメ『シャングリラ・フロンティア 2nd season』第2クールのエンディングテーマとして、新曲「realitYhurts.」を書き下ろした。自身初のアニメタイアップとなった。2025年1月5日には配信が開始した。

## ディスコグラフィ

### デジタルシングル
太字は単曲での配信限定シングル、太字でないものはシングルやアルバム収録曲の先行配信。

### 映像作品
| #        | 発売日       | タイトル                                                   | 規格                   | 規格品番 | オリコン | 備考     |
| F.C.L.S. | F.C.L.S.     | F.C.L.S.                                                   | F.C.L.S.               | F.C.L.S. | F.C.L.S. | F.C.L.S. |
| -------- | ------------ | ---------------------------------------------------------- | ---------------------- | -------- | -------- | -------- |
| 1st      | 2023年3月1日 | MEMENTO MOLLY (Live at Garden Shinkiba Factory 2022.12.03) | デジタル・ダウンロード | -        | -        |          |

## タイアップ
| タイトル      | タイアップ                                                                 | 時期   |
| ------------- | -------------------------------------------------------------------------- | ------ |
| Boys          | 「ONE in a Billion」公式テーマソング                                       | 2019年 |
| realitYhurts. | アニメ『シャングリラ・フロンティア 2nd season』第2クールエンディングテーマ | 2025年 |

## ライブ
- 中止された公演は取消線、追加公演は赤文字で表記